# Alabanzas en todas las horas
Las Alabanzas que se han de decir en todas las horas, abreviadas [AlHor], es una alabanza para Dios cuya autoría es atribuida a San Francisco.
Esta oración era recitada por Francisco antes de cada una de las horas del OfP, a continuación del Santísimo Padre nuestro (ParPN) con el Gloria Patri. Por lo tanto Francisco lo recitaba siete veces al día.
Esta oración está centrada en el Dios trinitario, en el cordero que es inmolado y después del sacrificio es exaltado y llevado a la derecha del Padre y en esto salva a toda la creación, parece tener una inspiración en los libros del Apocalipsis, Juan y en el libro de Daniel
Santo, santo, santo Señor Dios omnipotente, el que es y el que era y el que ha de venir:
Y alabémoslo y ensalcémoslo por los siglos. 
Digno eres, Señor Dios nuestro, de recibir la alabanza, la gloria y el honor y la bendición:
Y alabémoslo y ensalcémoslo por los siglos. 
Digno es el cordero, que ha sido degollado, de recibir el poder y la divinidad y la sabiduría y la fortaleza y el honor y la gloria y la bendición:
Y alabémoslo y ensalcémoslo por los siglos. 
Bendigamos al Padre y al Hijo con el Espíritu Santo: 
Y alabémoslo y ensalcémoslo por los siglos. 
Criaturas todas del Señor, bendecid al Señor: 
Y alabémoslo y ensalcémoslo por los siglos. 
Alabad a nuestro Dios, todos sus siervos y los que teméis a Dios, pequeños y grandes:
Y alabémoslo y ensalcémoslo por los siglos. 
Los cielos y la tierra alábenlo a él que es glorioso:
Y alabémoslo y ensalcémoslo por los siglos. 
Y toda criatura que hay en el cielo y sobre la tierra, y las que hay debajo de la tierra y del mar, y las que hay en él:
Y alabémoslo y ensalcémoslo por los siglos. 
Gloria al Padre y al Hijo y al Espíritu Santo:
Y alabémoslo y ensalcémoslo por los siglos. 
Como era en el principio y ahora y siempre y por los siglos de los siglos. Amén.
Y alabémoslo y ensalcémoslo por los siglos. 
Oración final: Omnipotente, santísimo, altísimo y sumo Dios, todo bien, sumo bien, total bien, que eres el solo bueno, a ti te ofrezcamos toda alabanza, toda gloria, toda gracia, todo honor, toda bendición y todos los bienes. Hágase. Hágase. Amén.